# Socio accomandante
Il socio accomandante (in inglese limited partner), in una società in accomandita semplice (S.a.s.) o in una società in accomandita per azioni (S.a.p.A.), è un socio che ha una responsabilità limitata alla quota conferita per le obbligazioni sociali. Tale categoria di soci è distinta da quella del socio accomandatario, che risponde delle obbligazioni contratte dalla società solidalmente e illimitatamente.
I soci accomandanti non possono compiere atti di amministrazione, né trattare o concludere affari in nome della società, se non in forza di procura per singoli affari. Contravvenendo a tale divieto possono essere esclusi dalla società e assumono la responsabilità illimitata e solidale verso i terzi per tutte le obbligazioni sociali (Divieto d'immistione).
Tuttavia gli accomandanti possono prestare la propria opera sotto la direzione degli amministratori e, se l'atto costitutivo della società lo consente, possono dare autorizzazioni e pareri oltre a poter compiere atti di ispezione e di sorveglianza. Inoltre possono concludere affari in nome della società in qualità di meri ausiliari degli amministratori in forza di una procura speciale. L'accomandante può consultare e controllare il bilancio societario e gli altri documenti contabili, di cui ha diritto di controllare l'esattezza.
Nell'ordinamento statunitense, in cui la limited partnership (LP) è analoga alla società in accomandita italiana, il socio accomandante si chiama limited partner. La parola stessa "limited" indica il fatto che ha responsabilità limitata. Se la LP è un fondo di private equity (e.g. un fondo di venture capital VC), il socio a volte può entrare solo se effettua un versamento minimo di partecipazione che solitamente è pari o superiore a 250.000$ (possono anche essere richiesti alcuni milioni di dollari). Questi fondi di private equity hanno l'obiettivo di investire in aziende innovative e promettenti (anche startup, cioè delle nano-cap) per incentivare l'iniziativa economica e ottenere nel medio termine (solitamente 4-7 anni) un ritorno sull'investimento sotto forma di dividendi.